# Аргентинсько-хорватські відносини
Аргентинсько-хорватські відносини (хорв. hrvatsko-argentinski odnosi, ісп. relaciones entre Argentina y Croacia) — історичні та поточні двосторонні відносини між Аргентиною і Хорватією. Обидві держави є членами ООН.
Обидві країни мають дружні взаємини, важливість яких корениться в історії хорватської міграції до Аргентини, де нині налічується приблизно 250 000 аргентинців хорватського походження.

## Історія
У 1864 Аргентина та Австро-Угорська імперія (частиною якої Хорватія тоді була) встановили дипломатичні відносини. 1918 року після Першої світової війни Австро-Угорська імперія розпалася, а Хорватія незабаром потрапила до складу спільної держави більшості південних слов'ян. Після Другої світової війни приблизно 35 000 хорватів іммігрували в Аргентину. У червні 1991 року Хорватія проголосила свою незалежність від Югославії. 13 квітня 1992 року Аргентина визнала цю молоду державу та встановила з нею дипломатичні відносини, ставши першою американською державою, яка визнала Хорватію.
Під час хорватської війни за незалежність аргентинський уряд президента Карлоса Менема контрабандно доставляв у Хорватію зброю, незважаючи на ембарго ООН, накладене на всю територію колишньої Югославії, а отже і на Хорватію. Аргентинська зброя для Хорватії була відправлена сімома партіями у проміжку з 1991 до 1995. Приблизно 400 аргентинців (здебільшого хорватського походження) воювали за Хорватію у війні за незалежність країни. Аргентина також надала своїх вояків для операції ООН з відновлення довіри в Хорватії. У січні 1993 року президент Аргентини Карлос Менем відвідав Хорватію, де завітав до аргентинських військ, дислокованих у цій країні.
Незабаром після встановлення дипломатичних відносин Хорватія відкрила постійне посольство в Буенос-Айресі, а 1994 року президент Хорватії Франьо Туджман наніс в Аргентину візит, ставши першим главою хорватської держави, який відвідав цю південноамериканську країну.
У містах Буенос-Айрес і Росаріо, де вже історично діяли хорватські спілки, асоціації та католицькі місії, під егідою Міністерства науки та освіти Хорватії створено курси лекцій хорватської мови та літератури за програмами студентського обміну. 
В аргентинській столиці засновано Аргентинсько-хорватську торгово-промислову палату (голова — Маркос Пеячевич), яка сприяє економічній співпраці між двома державами, а також співробітництву між хорватськими суб'єктами господарювання в Аргентині.
Вступивши у ХХІ сторіччя, країни приєдналися до великих спільних ринків: Аргентина — до Меркосуру, а Хорватія — до Європейського Союзу, що відкрило простір для покращення економічної співпраці між двома державами.
У травні 2003 президентом Аргентини обрано Нестора Кіршнера (по матері — Остоїча, що свідчить про хорватське походження).
У квітні 2010 в хорватському парламенті в Загребі відбулося друге засідання хорватсько-аргентинської міжпарламентської групи дружби, на якому був присутній міністр закордонних справ Аргентини Вікторіо Тачетті. У жовтні 2017 року заступник міністра закордонних справ Хорватії Здравка Бушич відвідала Аргентину для участі в 2-му засіданні політичних консультацій між двома країнами.
У березні 2018 Аргентину відвідала президентка Хорватії Колінда Грабар-Кітарович, зустрівшись із президентом Маурісіо Макрі. Гостюючи в Аргентині, Грабар-Кітарович також відвідала Росаріо та Сан-Мігель-де-Тукуман, зустрівшись із представниками громади аргентинських хорватів.

## Візити високого рівня

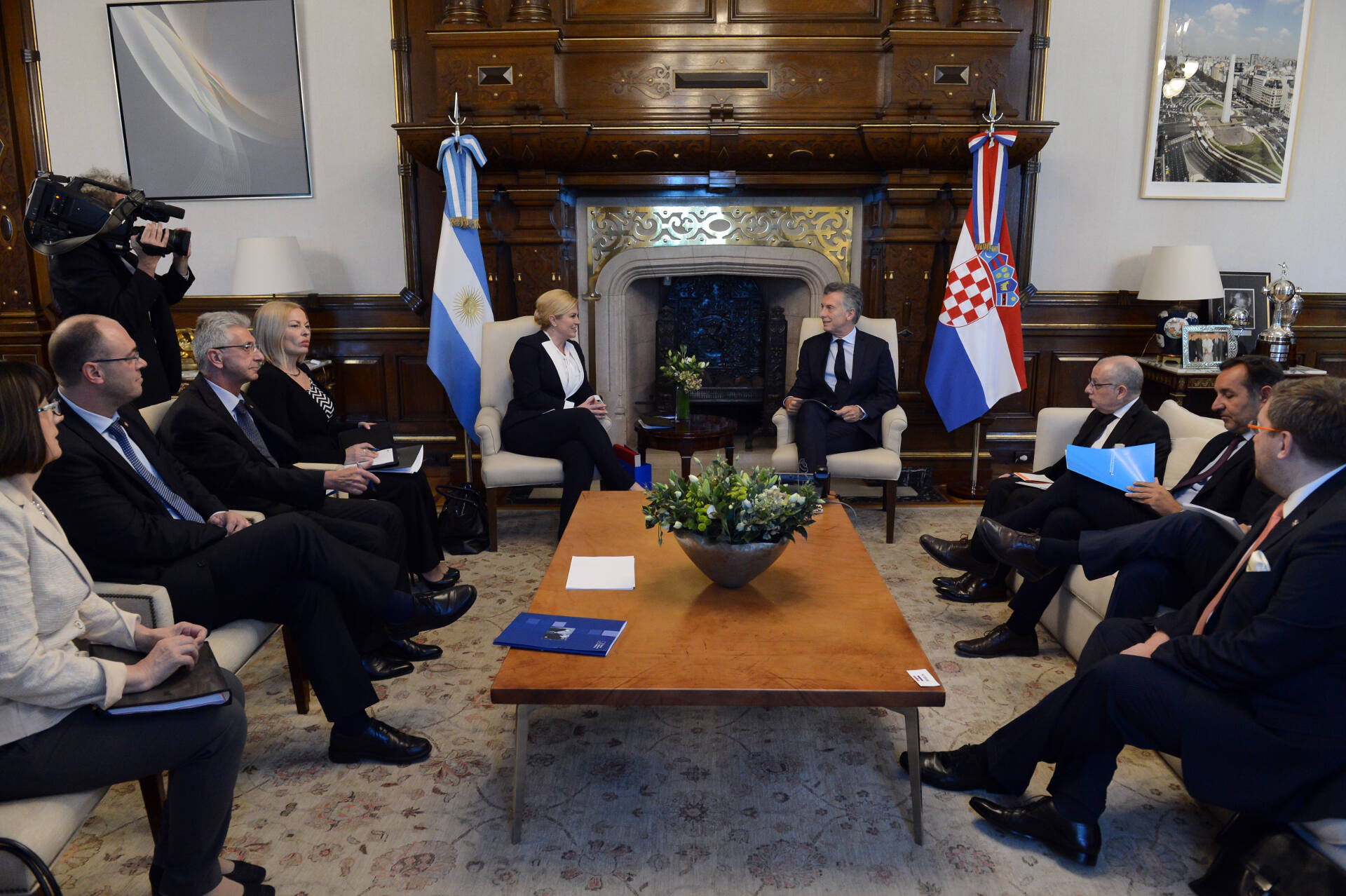
Президент Аргентини Маурісіо Макрі та президентка Хорватії Колінда Грабар-Кітарович у Буенос-Айресі (березень 2018)

Візити високого рівня з Аргентини до Хорватії
- Президент Карлос Менем (1993)
- Міністр закордонних справ Вікторіо Тачетті (2010)

Візити високого рівня з Хорватії до Аргентини
- Президент Франьо Туджман (1994)
- Президентка Колінда Грабар-Кітарович (2018)
- Заступниця міністра закордонних справ Здравка Бушич (2017, 2018)

## Двосторонні угоди

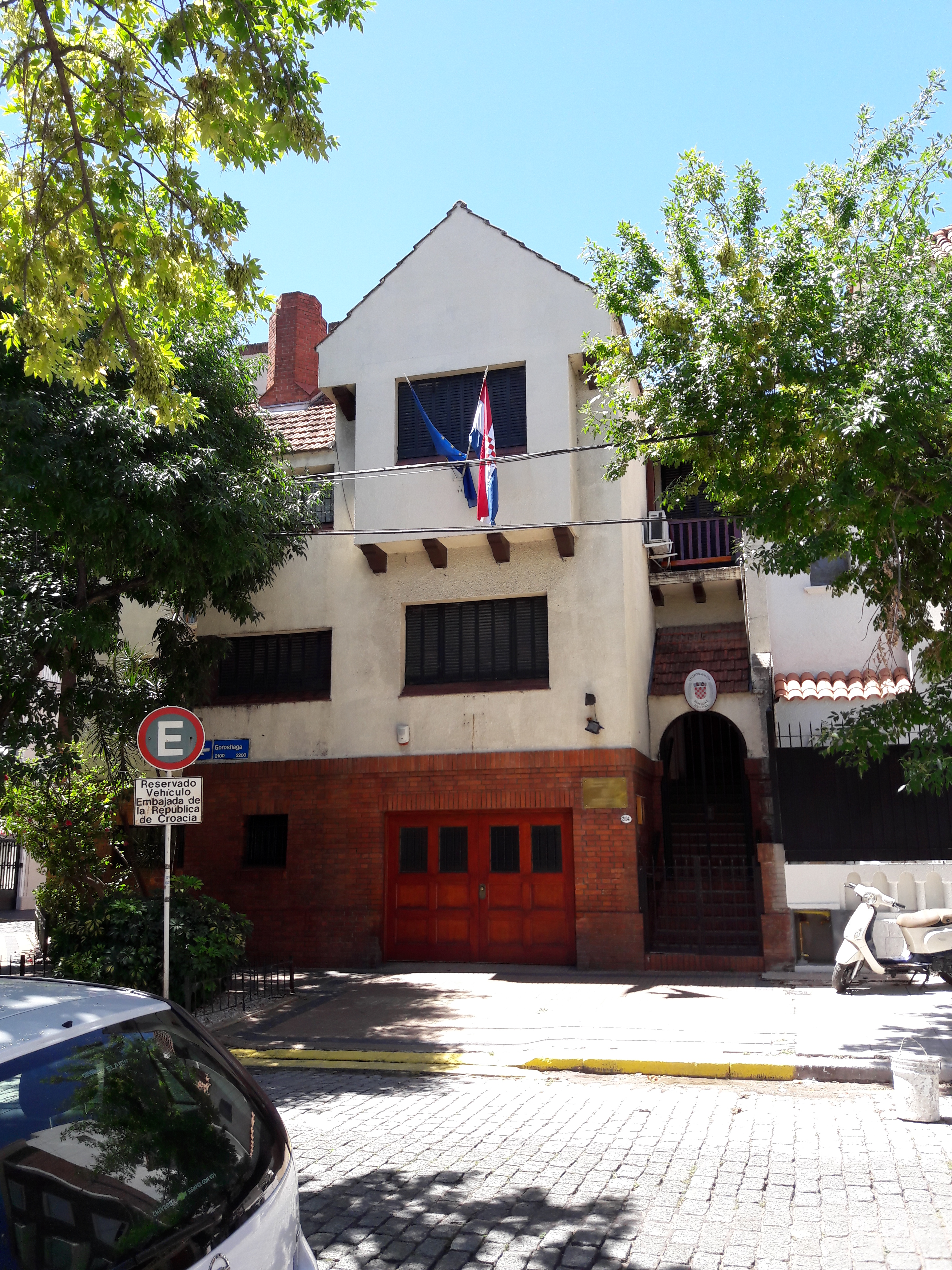
Будівля Посольства Хорватії в Буенос-Айресі

Обидві країни підписали декілька двосторонніх угод, таких як Угода про заохочення та взаємний захист інвестицій (1994), Угода про торговельно-економічне співробітництво (1994), Угода про безвізовий режим (1994), Угода про співробітництво в галузі охорони здоров'я тварин (2000), Угода про освітнє співробітництво (2007), Угода про економічне співробітництво (2014), Угода про співробітництво в галузі науки і технологій (2014), Меморандум про взаєморозуміння у сфері дипломатичної підготовки між дипломатичними академіями обох країн (2018) та Угода про культурне співробітництво (2018).

## Постійні дипломатичні місії
- Аргентина представлена в Хорватії через своє посольство в Угорщині (Будапешт).[13]
- Хорватія має посольство в Буенос-Айресі.[14]

Крім того, в містах Кордова і Сан-Мігель-де-Тукуман, які є центрами однойменних провінцій, діють почесні консульства. Історичне почесне консульство в Росаріо, що в провінції Санта-Фе, перестало працювати (немає призначеного персоналу).